# سو جونگ یون
سو جونگ یون (کره‌ای: 서정연؛ زادهٔ ۲۳ سپتامبر ۱۹۷۵) بازیگر اهل کره جنوبی است. او در مجموعه‌های تلویزیونی همچون نسل خورشید (۲۰۱۶) و ماجرایی زیر باران (۲۰۱۸) ایفای نقش کرده‌است.

## فیلم‌شناسی

### مجموعه‌های تلویزیونی
| سال       | عنوان                         | نقش               | توضیحات                 |
| --------- | ----------------------------- | ----------------- | ----------------------- |
| ۲۰۱۲      | مدارک یک همسر                 | کیم هیون هی       |                         |
| ۲۰۱۴      | راز عشق و عاشقی               | آجومای کره‌ای چینی |                         |
| ۲۰۱۴      | عشق معتبر                     | کیم بون جا        |                         |
| ۲۰۱۵      | شایعه شنیده شده               | لی سون سوک        |                         |
| ۲۰۱۵      | او زیبا بود                   | نا جی سون         |                         |
| ۲۰۱۵      | آدامس بادکنکی                 | آن گونگ جو        |                         |
| ۲۰۱۶      | نسل خورشید                    | ها جا ئه          |                         |
| ۲۰۱۶      | آخرین عشق                     | گو ته یون         |                         |
| ۲۰۱۶      | عشق در مهتاب                  | ملکه سون وون      |                         |
| ۲۰۱۷      | آتش‌نشان                       | هان سونگ جا       | [ ۲ ]                   |
| ۲۰۱۷      | متهم بی‌گناه                   | کیم سون هوا       |                         |
| ۲۰۱۷      | مدیر خوب                      | جو مین یونگ       |                         |
| ۲۰۱۷      | زن باوقار                     | پارک جو می        |                         |
| ۲۰۱۷      | سزاوار نام                    | جونگ یی یون       |                         |
| ۲۰۱۸      | ماجرایی زیر باران             | جونگ یونگ این     |                         |
| ۲۰۱۸      | بیا و بغلم کن                 | چه اوک هی         |                         |
| ۲۰۱۸      | حس خوب مردن                   | آن سون نیو        | [ ۳ ]                   |
| ۲۰۱۹      | یک شب بهاری                   | وانگ هه جونگ      |                         |
| ۲۰۱۹      | به آرامی ذوبم کن              | اوه یونگ سون      |                         |
| ۲۰۲۰      | پادشاه: سلطنت ابدی            | سوگ جونگ هه       |                         |
| ۲۰۲۰      | این عشق بود؟                  | جنیفر سونگ        |                         |
| ۲۰۲۰      | از برامس خوشت میاد؟           | چا یونگ این       |                         |
| ۲۰۲۰      | ران آن                        | مربی بانگ         | حضور افتخاری (قسمت ۶–۷) |
| ۲۰۲۱      | موش                           | مادر موچی         | حضور افتخاری (قسمت ۱)   |
| ۲۰۲۱      | با وجود اینکه می‌دانم          | مادر جه اون       | حضور افتخاری (قسمت ۶)   |
| ۲۰۲۱      | های کلس                       | شیم ئه سون        | [ ۷ ]                   |
| ۲۰۲۱      | دالی و شاهزاده از خود راضی    | سو گوم جا         | [ ۸ ]                   |
| ۲۰۲۱      | بازتابی از تو                 | گو جونگ یون       | [ ۹ ]                   |
| ۲۰۲۱–۲۰۲۲ | تابستان دوست‌داشتنی ما         | لی یون اوک        | [ ۱۰ ]                  |
| ۲۰۲۲      | پیش‌بینی عشق و آب‌وهوا          | سونگ می جین       | حضور افتخاری            |
| ۲۰۲۲      | تولد دوباره در خانواده پولدار | مادر یون هیون وو  | حضور افتخاری (قسمت ۲)   |